# Переписной район №2 (Ньюфаундленд и Лабрадор)
Переписной район № 2 (Ньюфаундленд и Лабрадор) — переписной район в провинции Ньюфаундленд и Лабрадор Канады, который, по большей части, находится на территории полуострова Бурин. В отличие от других провинций, в Ньюфаундленде и Лабрадоре переписные районы существуют только как статистическое подразделение и не являются политическими образованиями.
По данным переписи населения Канады 2016 года, численность населения переписного района составляла 20 372 человека (по данным на 2011 год — 21 351 человек), а площадь переписного района составляла 6099,88 км².

## Общины

### Города
- Бейн Харбур
- Бэй Л’Аррджент
- Бурин
- Инглиш Харбур Ист
- Фортун
- Фокс Ков-Мортир
- Френчмэнс Ков
- Гэрниш
- Грэнд Бэнк
- Грэнд ле Пирре
- Ламалин
- Лоун
- Леуинс Ков
- Литтл Бэй Ист
- Лордс Ков
- Мэристоун
- Пэркерс Ков
- Поинт Мэй
- Рэд Харбур
- Рашун
- Сейнт Бернардс-Якуес Фонтэйн
- Сейнт Лауренсе
- Терренсевилл
- Уинтерланд

### Неорганизованные общины
- Подрайон C
- Подрайон D
- Подрайон E
- Подрайон F
- Подрайон G
- Подрайон H
- Подрайон I
- Подрайон J
- Подрайон K
- Подрайон L

## Демография
| 2006  | 2011  | 2016  |
| ----- | ----- | ----- |
| 22298 | 21351 | 20372 |